# Uniwersytet Matsuyama
Uniwersytet Matsuyama jest prywatną wyższą uczelnią japońską w mieście Matsuyama..

## Organizacja

### Wydziały
- Ekonomia
- Business Administration
- Humanistyka
  - Wydział Angielski
  - Katedra Socjologii
- Prawo

### Kursy podyplomowe
- Ekonomia
- Business Administration
- Komunikacja językowa
- Socjologia
- Prawo
- Farmacja kliniczna

Uniwersytet Matsuyama oferuje również sześcioletni program studiów w ramach Wydziału Nauk Farmaceutycznych. Ponadto zajęcia wieczorowe prowadzone są na Wydziale Handlowym Matsuyama Junior College. 

## Odniesienia
1. ↑  Faculty Profile. www.matsuyama-u.ac.jp. [zarchiwizowane z tego adresu (2003-10-20)].